# Rebecca Schaeffer
Rebecca Lucile Schaeffer (Eugene, 6 de novembro de 1967 – Los Angeles, 18 de julho de 1989) foi uma modelo e atriz norte-americana. 

## Biografia
Nascida e criada na pequena cidade de Eugene, no Oregon, era de uma família judaica. Rebecca sempre teve interesse em moda e artes cênicas e iniciou sua carreira de modelo fotográfica e de passarela ainda na infância, após ser aprovada em um teste para uma agência. Ao entrar na adolescência, decidiu que era hora de tentar sua independência financeira e pessoal e convenceu aos pais para que a deixassem se mudar sozinha para Nova Iorque para tentar alavancar sua carreira de modelo, assim, em 1984 ela passou a viver lá sozinha. Na cidade grande encontrou oportunidades de testes para desfiles, conseguindo consolidar-se na carreira de modelo, iniciando curso de teatro e se formando como atriz, tendo em poucos anos se tornado uma das maiores atrizes da década de 1980.

## Carreira
De 1985 a 1986 viveu em diversas cidades do Japão, participando de editoriais de moda, desfilando, fazendo comerciais na televisão, estrelando campanhas publicitárias e posando para diversas capas de revista. Ao voltar para Nova Iorque, intensificou seus estudos e focou mais em sua carreira de atriz. Nesta época trabalhou por um ano como garçonete para pagar seus diversos cursos de aperfeiçoamento em artes cênicas.
Rebecca estreou como atriz na novela "One Life to Live" (telenovela transmitida pela ABC de julho de 1968 até janeiro de 2012) em 1984. Em 1986 atuou no seriado "My Sister Sam", assim como em Radio Days (lançado em 1987) e em 1988 trabalhou nas filmagens da comédia "Scenes from the Class Struggle in Beverly Hills" (o filme foi lançado em 1989, poucas semanas antes da sua morte), além de fazer pequenas atuações em "The End of Innocence", "Voyage of Terror: The Achille Lauro Affair" (filmes que estrearam em 1990, quase um ano após a sua morte) e "Out of Time", um telefilme.

## Perseguição e morte
Em 1986 passou a ser incessantemente importunada por um fã, Robert John Bardo. Ele mandava diversas cartas para o estúdio fotográfico em que  ela trabalhava, declarando sua paixão. Rebecca respondeu às primeiras cartas achando se tratar de um fã comum, mas começou a se assustar quando as cartas não paravam de chegar, acompanhadas de presentes e declarações com pedidos de casamento. Rebecca parou de responder às correspondências, que mesmo assim nunca pararam de chegar.
Ainda em 1986 começou a namorar o diretor de cinema Brad Silberling e em 1988 eles ficaram noivos, planejando se casar no ano seguinte.
Em 1989 o fã foi ao no teatro para ver uma peça da atriz que estava em cartaz e onde Rebecca, pela primeira vez, fazia uma cena romântica com outro homem. O fã ficou desesperado, com ciúmes e raiva, e decidiu que deveria matá-la. Obcecado, o stalker pagou detetives para seguir Rebecca e descobrir o endereço de sua nova residência recém comprada, visto que ela tinha acabado de sair da casa de uma amiga com a qual dividia o aluguel.
Em 18 de julho de 1989, Robert alugou um carro e foi até o bairro da atriz. Após sondar as casas da região, confirmou o endereço e tocou a campainha. Rebecca estava esperando que um dos funcionários do teatro lhe entregasse o roteiro de sua peça e, achando que seria ele, abriu a porta. Robert lhe apresentou as cartas que tinha escrito, a abraçou e disse que era seu maior fã. A atriz se assustou e não o deixou entrar, agradecendo pelo carinho, mas pedindo que ele não voltasse. Robert fingiu concordar e foi embora.
Depois de tomar um café em um restaurante próximo, uma hora depois o perseguidor voltou a tocar a campainha da casa da artista, que, achando novamente que era alguém para lhe entregar o roteiro, não fez a verificação pelo olho mágico para conferir quem era e abriu a porta.
Robert tirou a arma de um saco de papel e atirou no peito da atriz, à queima roupa. Rebecca caiu no chão e o assassino fugiu. Uma vizinha chamou a ambulância e a equipe de socorro tentou reanimá-la no local, mas a atriz faleceu assim que chegou ao hospital devido a uma parada cardíaca e hemorragia.
A morte da atriz e modelo causou comoção nacional e a população clamou por justiça. O assassino foi preso no dia seguinte, sendo condenado à prisão perpétua sem direito à liberdade condicional.
Em meados da década de 1990, o Estado da Califórnia aprovou algumas leis anti-perseguição (ou no termo inglês stalking) baseando-se neste crime, entre elas uma que impede que o Departamento de Trânsito do Estado forneça o endereço de donos de automóveis para qualquer cidadão, pois foi desta maneira que Robert descobriu o endereço da atriz.